# 바바 반가
바바 반가(불가리아어: баба Ванга, 본명은 반게리야 판데바 구슈테로바(불가리아어: Вангелия Пандева Димитрова), 1911년 10월 3일 ~ 1996년 8월 11일)는 불가리아의 예언자로, 폭풍에 휩쓸린 후 시력을 잃었지만 과거와 미래를 보는 능력을 얻었다고 주장하는 예언자다. 예언의 내용이 매우 추상적이라 해석의 여지가 매우 넓으며 대부분의 예언자들이 그렇듯 증명할 수 없을 정도로 먼 미래를 예언하는 등 맹신할 수준은 되지 못한다.
주로 체르노빌 원자력 발전소 사고, 쿠르스크 호 침몰 사고, 9.11 테러, 2004년 인도양 지진 해일, 도널드 트럼프 코로나 확진에 관한 예언을 성공시켰다.